# Sierra de Nambroca
La Sierra de Nambroca es una alineación montañosa que forma parte del sistema de los Montes de Toledo, situada al sur del municipio de Nambroca en la provincia de Toledo, comunidad autónoma de Castilla-La Mancha, España. Cuenta con una extensión aproximada de 5 km de longitud y 1,5 km de anchura. Sus cotas oscilan entre los 672 m en sus estribaciones y los 944 m en el Cerro Marica, su punto más elevado.

## Medio Físico
Desde el punto de vista geológico, la Sierra de Nambroca está compuesta principalmente por afloramientos de granitos y gneises, características propias del sector oriental de los Montes de Toledo. Estas rocas, de origen Paleozoico, concretamente del Cámbrico y Ordovícico, quedaron expuestas tras la intensa erosión que siguió a la orogenia varisca, dando lugar a crestones de cuarcitas. Debido a que no hubo formación de glaciares en esta zona, el modelado herrumbroso es muy acusado en las laderas, con formas redondeadas y valles de erosión difusa que contrastan con los relieves más escarpados de otras áreas de la cordillera. El clima de la zona se enmarca dentro del tipo mediterráneo continentalizado. 

## Flora y Fauna
La vegetación de la Sierra de Nambroca corresponde al típico bosque mediterráneo, con bosques dominados por la encina y el quejigo, acompañadas por extensos sotobosques de matorral aromático entre los que destacan el tomillo, el romero y las especies de jara. En las zonas más bajas de la sierra y en los valles colindantes se encuentran olivares cultivados.
La fauna de la Sierra de Nambroca incluye diversos mamíferos, siendo los más comunes el jabalí, el corzo, el zorro y el tejón. De forma ocasional, alcanza la sierra el lince ibérico, especie amenazada  y que visita el territorio de manera esporádica proveniente de la Dehesa del Castañar. En cuanto aves, destacan las rapaces, entre las que se incluyen el águila real, el águila imperial ibérica, el buitre leonado y el cernícalo vulgar, así como otras aves forestales como el picapinos y la abubilla. En los roquedos y zonas abiertas pueden observarse reptiles como el lagarto ocelado y la víbora hocicuda, mientras que en los enclaves más húmedos sobreviven anfibios como el tritón pigmeo.

## Comunicaciones
La Sierra de Nambroca se encuentra atravesada por varios caminos y senderos históricos. El Camino de Chueca parte desde las afueras de Nambroca y asciende por la vertiente norte hasta alcanzar los collados situados en la cresta principal. El Camino de Burguillos comunica la sierra con el municipio de Burguillos de Toledo, permitiendo descender desde el collado principal hacia el norte. La Cañada Real de Sevilla atraviesa el área recreativa del Pozo de San Cristóbal, sirviendo de vía de enlace entre Nambroca y Chueca y cruzando la sierra en su tramo central. Existen rutas de pequeño recorrido (PR-TO) que atraviesan la Sierra de Nambroca. Entre ellas, el PR-TO 22 (“Castillo de Almonacid – Virgen de la Oliva”) discurre por el tramo occidental de la sierra, mientras que el PR-TO 39 (“Moracantá y Peña Manaera”) cuenta con ramales que unen Nambroca, Chueca y Burguillos de Toledo.
En cuanto a las vías rodadas, la Autovía de los Viñedos cruza el piedemonte norte de la Sierra de Nambroca, siendo atravesada por caminantes y ciclistas que ascienden desde Nambroca hacia el collado principal. Asimismo, la CM-4000 (Toledo–Burguillos de Toledo) discurre a menos de 3 km al norte de la sierra, conectando con ella a través de pistas rurales pavimentadas y caminos de tierra. Las localidades más cercanas son Nambroca, situada al norte y punto de partida habitual; Chueca, al sur, con senderos que ascienden desde el extremo meridional de la sierra; Burguillos de Toledo, al noroeste; Cobisa y Argés, al nordeste, ambas visibles desde las cimas; y Almonacid de Toledo, al este, conectado mediante caminos secundarios y utilizado a veces como punto de inicio de rutas combinadas que enlazan la Sierra de la Oliva con la Sierra de Nambroca.